# America (Thirty Seconds to Mars)
America è il quinto album in studio del gruppo musicale statunitense Thirty Seconds to Mars, pubblicato il 6 aprile 2018 dalla Interscope Records.
Si tratta dell'ultima pubblicazione del gruppo con il chitarrista Tomo Miličević, che ha abbandonato la formazione l'11 giugno dello stesso anno.

## Promozione
Il disco fu annunciato per la prima volta dal gruppo nel febbraio 2018 in concomitanza con l'annuncio del relativa tournée, denominata The Monolith Tour. I biglietti per il tour, inclusa la precedente tappa europea annunciata, sono stati venduti con una copia dell'album, da consegnare alla sua uscita il 6 aprile 2018. La vendita dei biglietti in questione venne offerta alle persone che avevano pre-ordinato l'album prima del 12 febbraio. L'album è stato pubblicato in dieci copertine differenti che riflettono su sfondi di vari colori i temi principali trattati nei brani.

## Stile musicale
Prodotto dal frontman Jared Leto al fianco di Yellow Claw, Zedd e Robopop, America presenta un drastico cambiamento di stile rispetto al rock alternativo dei loro precedenti pubblicazioni, con un'estetica elettronica e art pop che fa da collegamento tra le tracce del disco. Leto ha dichiarato che il gruppo era intenzionato ad esplorare nuovi generi musicali, specialmente i più attuali. Ha per questo fatto ricorso a generi come la musica elettronica, la techno e basi trap, oltre all'uso dell'Auto-Tune in molte tracce, tra cui i singoli One Track Mind, Rescue Me e la ballata Dawn Will Rise. Nel brano Remedy il batterista Shannon Leto canta e suona per la prima volta nella carriera dei Thirty Seconds to Mars.

## Tracce

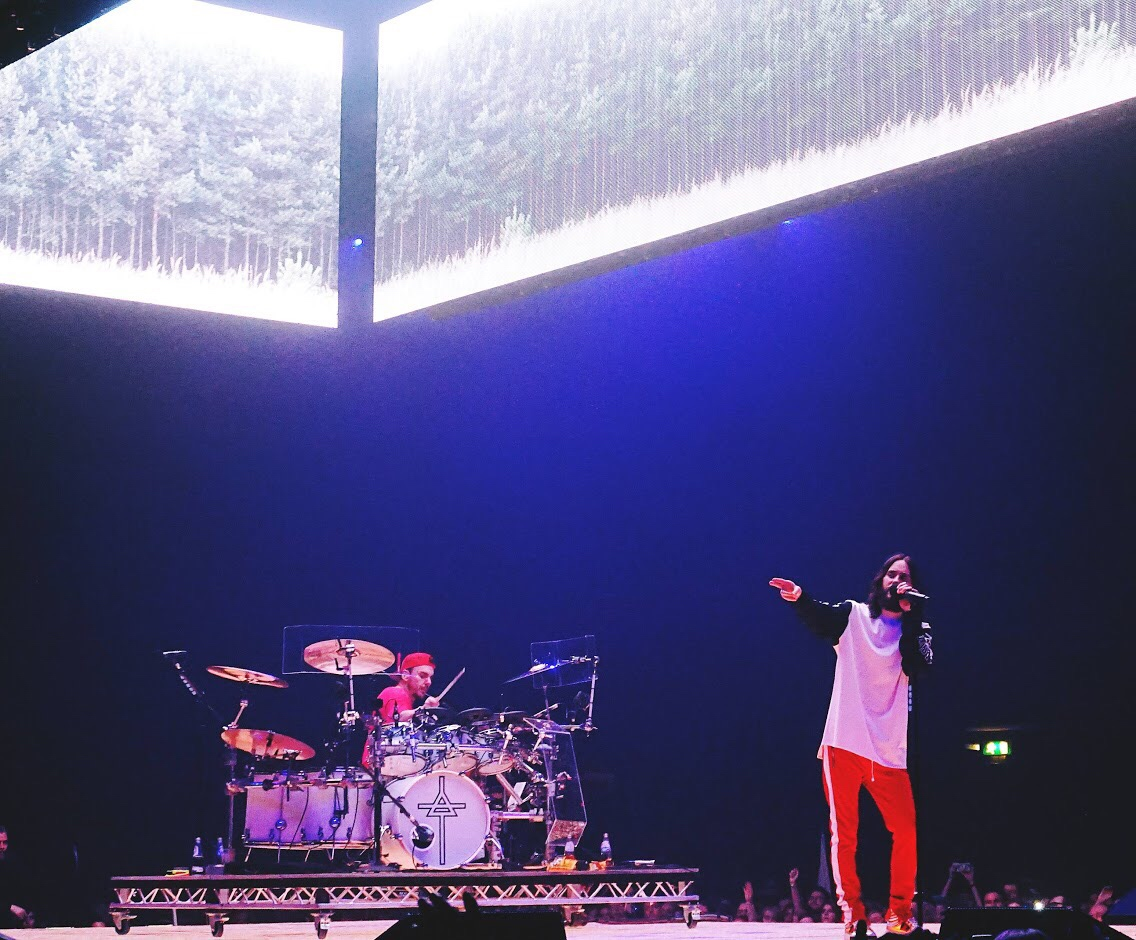
Il gruppo durante il The Monolith Tour

1. Walk on Water – 3:05
2. Dangerous Night – 3:19
3. Rescue Me – 3:37
4. One Track Mind (feat. ASAP Rocky) – 4:20
5. Monolith – 1:38
6. Love Is Madness (feat. Halsey) – 3:54
7. Great Wide Open – 4:49
8. Hail to the Victor – 3:21
9. Dawn Will Rise – 3:56
10. Remedy – 3:17
11. Live Like a Dream – 4:06
12. Rider – 2:57

Tracce bonus nell'edizione deluxe
1. Walk on Water (Acoustic) – 3:08
2. Walk on Water (R3hab Remix) – 2:41
3. Dangerous Night (Cheat Codes Remix) – 3:02

## Classifiche
| Classifica (2018)         | Posizione massima |
| ------------------------- | ----------------- |
| Australia                 | 10                |
| Austria                   | 1                 |
| Belgio (Fiandre)          | 6                 |
| Belgio (Vallonia)         | 7                 |
| Canada                    | 3                 |
| Finlandia                 | 13                |
| Francia                   | 29                |
| Germania                  | 1                 |
| Irlanda                   | 15                |
| Italia                    | 2                 |
| Norvegia                  | 20                |
| Nuova Zelanda             | 36                |
| Paesi Bassi               | 14                |
| Polonia                   | 4                 |
| Portogallo                | 2                 |
| Regno Unito               | 4                 |
| Repubblica Ceca           | 4                 |
| Spagna                    | 9                 |
| Stati Uniti               | 2                 |
| Stati Uniti (alternative) | 1                 |
| Stati Uniti (rock)        | 1                 |
| Svezia                    | 24                |
| Svizzera                  | 2                 |